# Icco
Icco di Taranto (in greco antico: Ἴκκος?; Taranto, V secolo a.C. – ...) è stato un medico e atleta greco antico, ginnasiarca e maestro dei più valenti ginnasti della sua epoca.

## Biografia
Nulla ci resta di lui, se non pochi cenni di Platone, che fu quasi un suo contemporaneo, nel Protagora e ne Le Leggi; di Claudio Eliano; di Pausania; di Eustazio di Epifania e di Stefano Bizantino.
Figlio di Nicolaide, visse a Taranto nel periodo di maggiore floridezza della città e divenne rettore del famoso Ginnasio della polis.
Icco fu un famosissimo atleta, vincitore del pentathlon nella 77ª Olimpiade (472 a.C.): perciò gli venne dedicato un monumento nel tempio di Era ad Olimpia. Fu, inoltre, famoso come esempio di vita sobria e sostenitore della temperanza fisica e psichica prima delle gare, espressa con astinenza dai rapporti sessuali e con la continenza alimentare, attenendo ad un regime dietetico semplice e frugale detto Ikkou deipnon o Icci Coena. La fama di Icco come ginnasiarca e fisioterapeuta ha avuto una larga diffusione nel mondo classico, ed è stata ripresa nel Rinascimento da Gerolamo Mercuriale.
È da ritenersi il fondatore della ginnastica medica e della dieta atletica: intuì per primo la grande influenza della ginnastica sulla medicina e sulla dietetica, pose l'alimentazione alla base della preparazione atletica, e applicò questi principi nella palestra del ginnasio, principi poi svolti ampiamente da Erodico, al quale si attribuisce erroneamente il merito di essere stato il fondatore della ginnastica medica.